# 君が主で執事が俺で
『君が主で執事が俺で』（きみがあるじでしつじがおれで）はみなとそふとより2007年5月25日に発売されたWindows用の18禁恋愛アドベンチャーゲーム。みなとそふとのデビュー作である。
通称「きみある」（スタッフ公認）。「きみある」の漢字部分である「君主」、平仮名だけ取った「がでがで」の略称で呼ばれることもある。美少女ゲームアワード2007プロモーション賞受賞。
2008年1月より関東ローカルでアニメ化された。

## 概要
シナリオと原画を担当したのは、それぞれ『つよきす』を世に送り出したタカヒロと白猫参謀。共にきゃんでぃそふとから独立しての製作となった。
ゲーム発売前の2007年3月という早い段階でメディアミックス展開が決定され、その後、2008年1月から3月までテレビアニメが放映された。また、ドラマCDも発売されている。
『つよきす』でも多く見られた、他作品のパロディネタが随所に散りばめられている。
2007年より「月刊コンプエース」（角川書店）で漫画版が連載されている。作者は『つよきす』漫画版を執筆した皇ハマオと、本作の原画・キャラクターデザインを担当した白猫参謀の共同制作となっている。ネーム担当が皇、作画担当が白猫である。
2008年3月27日にみなとすてーしょんからPS2用ソフト『君が主で執事が俺で お仕え日記』が発売された。2012年11月29日には、イベントCGとおまけゲームを追加したPSP用ソフト『君が主で執事が俺で お仕え日記 ぽーたぶる』が発売された。

## ゲームシステム
物語は3月上旬から5月下旬までを中心に話を進める。最初の選択肢で、オープニングを飛ばすかどうかを選択できる。
ゲーム内で登場する久遠寺三姉妹のいずれか1人（主）に、執事として「おつかえ」することがテーマ。久遠寺家には「専属」という特定の主とより強い繋がりを持つ制度が存在し、「専属」として選んだ主に対し優先的に奉仕することになる。さらに、選択した主を攻略することでその主に元から使えているメイドも攻略することができる。
比較的に選択肢は少なく、理不尽なバッドエンドはない。また久遠寺三姉妹の誰かに仕える際、初めに忠誠の証として身体のどこかにキスをする義務があり、選んだ場所によって少しだけ物語が変化する。
11月11日に起動するとメニュー画面に入る前に美鳩がレンの誕生日をお祝いする。

## あらすじ
主人公・上杉錬と姉・上杉美鳩は、父・上杉巌の家庭内暴力がきっかけで家出する。2人は都会である七浜市（モデルは神奈川県横浜市）に辿り着き、そこで生活しようと奔走するがなかなか仕事が見つからず、資金難となってしまう。
ここでの生活を諦め次の場所に移動しようとするが、ひょんなことから久遠寺家と関わりを持ち、事情を知った久遠寺家当主・久遠寺森羅によって拾われる。錬と美鳩は住む場所と仕事を手に入れ、使用人として仮契約を交わすことに。かくして錬の執事としての生活が始まるのだった。

## 登場人物
登場人物たちの担当声優は、注釈がなければPCゲーム版 / ドラマCD版・アニメ版・PS2ゲーム版の順で表記。

### 主人公
上杉 錬（うえすぎ れん）
声 - なし / 関智一（ゲーム版ではPC・PS2共に無し）
通称は「レン」。11月11日生まれ。父親の家庭内暴力により美鳩と家出をし、本編の舞台となる七浜市に流れ着く。ある出来事から森羅と出会い、彼女に拾われる形で久遠寺家の執事になる。
単純で血の気が多いが、潔い兄貴肌。意外と気が利く性格な上に器用なため、執事の仕事にも自然に馴染む。だが敬語は苦手。自他共に認める重度のシスコンで、姉の美鳩は敬愛する相手であると同時に頭のあがらない相手でもある。美鳩の教育もあって基本的に女性には強く出ることができないが、朱子とは喧嘩仲間のような間柄になる。森羅いわく「笑えるキャラ」。
執事の仕事では「遊撃」を主体として、他のメイドや執事の手伝いに奔走する。夢の専属となった場合は、学校まで夢のお供をするようになる。喧嘩っ早い性格だが喧嘩をするときは自分から殴りかからず、必ず相手に殴らせた後正当防衛という形で喧嘩を買う。しかし美鳩の悪口を言われると一瞬で頭に血が上り、殴りかかろうとしてしまう。
最初に久遠寺家に来たときに大佐と戦って敗北して以降、暇さえあれば大佐と戦っているが、全戦全敗。しかし大佐いわく「前よりは腕も上がってきている」（アニメ版などでは、それぞれ『機動武闘伝Gガンダム』のドモン・カッシュと東方不敗を演じた声優であることを利用したネタが多用されている）。
設定上は未成年のはずだが、森羅の専属を選択すると主人である彼女に付き合ってしばしば飲酒するシーンがある。

### 森羅チーム
久遠寺 森羅（くおんじ しんら）
声 - 三咲里奈 / 伊藤静
久遠寺三姉妹の長女であり、久遠寺家当主。2月1日生まれ。血液型はA型。黒髪ロング。愛称は「森羅様」で、様をつけないと怒る。七浜フィルハーモニー交響楽団で若くして常任指揮者を務め、雑誌などでも取り上げられる話題の人。
容姿端麗で常に毅然とし凛とした佇まいを崩さない才媛だが、私生活ではかなり不器用でだらしがない。誰に対しても尊大な命令口調で接するが、周囲への気遣いを欠かさず面倒見もよいため周りからは慕われている。またいじめっ子気質な上に抱きつき魔で、使用人達（錬も含む）にも抱きついてはからかって楽むことが多い。特に次女の未有を可愛がっており、自他共に認めるシスコンぶりを発揮している。風雅なものを愛する一方、見た目とは裏腹に負けず嫌いだったり気に入ったものほどいじめたりと子供っぽいところも多い。また、自分のことに深入りされることを激しく嫌う。錬のことを正式に雇用する前は「少年」、雇用後は「レン」と呼び方を変えている。
動物好きで、一番のお気に入りはパンダ。自分の部屋にぬいぐるみがたくさんあり、全部に名前を付けている。料理は真面目にやれば普通に作れるのだが、自分らしさを出した料理を作ると意識が飛ぶくらいまずい料理をつくってしまう。基本的に生活能力は皆無であり、自分で目薬をさすこともできず、身の回りのことはほぼベニスに任せ切っている。好きな飲み物はコーヒー牛乳。また酒も好きで、特に夜は自室で朱子を相手に酒を飲んでいることが多い。
高名な楽団指揮者であり、また人格者として多くの人間に慕われた両親を尊敬し目標としている。両親を亡くした頃のとある出来事が原因で夢とは少しぎこちない仲（のちに和解）。
朱子（ベニス）
声 - 海原エレナ / 氷青
森羅の専属メイド。4月29日生まれ。血液型はB型。赤毛のポニーテール。イタリア出身で大佐にスカウトされた。現在の使用人の中では大佐の次に古株になる。あだ名は「ベニ」で錬からは「ベニ公」と呼ばれている。ツンデレ。
名前は通称名で、由来は生まれ故郷のヴェネツィア。自分の名前をペニスに間違えられると激怒して言い直させる。錬とは初対面時に衝突して以来、顔を合わせる度に憎まれ口を交わす間柄となり、錬が執事として採用されてからは彼を「下男」呼ばわりしている。錬、夢とは同い年で未成年のはずだが、森羅に付き合ったりして酒を飲んでいるシーンがいくつかある。
気が強くプライドの高い性格。「雅」なものに憧れを持ち、自身もそうあろうと努めているが根が短気かつ乱暴なため相手によっては非常に口汚くなる。しかし何かと面倒見のいい性格で仕事の面では使用人達の起床や身だしなみのチェックを率先して行い、それ以外でも他の使用人の世話を焼いているため、久遠寺家の面々から慕われている。南斗星とは特に仲が良く、美鳩には少し対抗意識がある。
出会った当初は大佐のことも森羅のことも毛嫌いしていたが、本編開始時点では両者とも尊敬している。特に森羅には心酔しており、将来は森羅のような優雅な人間になりたいと思っている。
幼いころの体験から金銭に激しい執着があり、金がかかる勝負などには強くなる。特技は料理で、久遠寺家料理長を務めている。主に洋食をつくることが多い。料理以外にも裁縫から掃除までこなす。非常に流暢な日本語を話し母国語であるイタリア語以外にも英語も話せるが、全て彼女が陰ながら努力した成果である。野球の観戦が好きで、休日には時折南斗星を連れて近隣のスタジアムまで足を運び、地元チームを応援している。（2年後のまじこいでは七浜ベイスターズの応援隊長をしている）歌がうまく、ギターが得意。小動物には激しく嫌われており、近づくだけで威嚇されたりする。ベッドの上ではマゾ。
漫画版では最終的に錬と結ばれた。なお、漫画版つよきす最終話でも1カットだけ錬と一緒に登場している（顔は映されていない）。

### 未有チーム
久遠寺 未有（くおんじ みゆ）
声 - 九条信乃 / 後藤邑子
久遠寺三姉妹の次女。年齢は錬よりも1歳年上。8月30日生まれ。血液型はO型。金髪ツインテールのロリ。愛称は「ミュー」。錬や朱子は「ミューさん」、美鳩は「ミューちゃん」。森羅はからかうときに「ミューたん」と呼んでいる。飛び級し大学を卒業するほどの天才だが、現在はフリーター。様々な発明品で特許を取って家に金を入れつつ、外食産業に取り掛かる準備をしている。「解説役キャラ」を自負しており、自分の知識をひけらかすことが多い。IQは240。
姉妹の中では一番しっかり者で器も大きく、姉妹である森羅や夢などに対するツッコミ役。生活は朝も早く、健康的で、使用人達とも接触の機会が多い。デニーロの製作者であり、デニーロとは「友達」として付き合っている。
姉妹の中では最も小柄だが、子ども扱いされることを嫌い、常にクールに振る舞い大人びた行動をとる。しかし、根が素直なためおだてられるのに弱く、美鳩に抱擁されたりお菓子を渡されると子供のような振る舞いをとる。裏表がなく、思ったことはそのまま口にする。虫（特にだんご虫）が苦手。あまり嫌がらせをすると猫のように威嚇をする。
あまりしないが料理上手で、中華料理が得意。また半ズボンフェチで、そのこととなると口調が甘くなる。
たまに謎の発作を起こし1人で部屋に戻ることがあるが、数分経つと何事もなかったかのようにしている。錬達が久遠寺家に世話になることになったのも、街中で発作を起こしてフラフラしていた未有を屋敷まで送っていったのがきっかけ。
姉の森羅に何かとよく玩具にされて嫌がっているが、一方でしっかり自立し周囲の人望も厚い彼女を尊敬してもいる。
意外に酒は強く、彼女を酔い潰そうとした森羅が逆に酔っぱらっているのに本人はケロリとしていたりする（しかしアニメでは森羅とともに酔っ払っていた）。
上杉 美鳩（うえすぎ みはと）
声 - 北都南 / ひと美
錬の義姉。7月1日生まれ。血液型はB型。錬と共に久遠寺家に拾われ、本採用後は未有専属メイドとなる。錬は通常「鳩ねぇ（はとねぇ）」と呼んでいる。
錬を偏愛または溺愛する重度のブラコンで、錬とはキスや愛撫も普通にする。一見おっとりして優しそうだが、怒ると人が変わったように怖い。また、錬に危害を加えようとする者に対しては容赦がない。基本的に錬には甘く何を置いても彼の都合を優先しようとするが、叱るときは厳しく叱る。
主な仕事は朱子同様に料理であり、和食を担当している。和食に限れば朱子より上。抜け目がなく、様々な技能を持っていたり、「49の秘密道具」と称して野菜や機械などをどこからともなく取り出したりする。その全容は錬ですら知らない。都合が悪くなると自分のことを平和の象徴に見立てて誤魔化し、相手の言葉を流す。
歌が好きで気分がよくなると口ずさむが、激しく音痴。彼女が歌うとカーナビが狂ったり、寝ていたものは翌日謎の頭痛が残るという。必殺技は鳩でこぴんで、10枚重ねたせんべいを叩き割るほどの攻撃力を持つ（ガード不能、一撃で運が悪ければ出血）。また、北都神拳を使いこなす。北斗神拳のように相手の動きを封じたりすることができ、アニメおよびドラマCDでは「北都出番斬」により朱子の出番を強制終了させた。
時折眼鏡をかけることがあるが、視力については特に語られていない。

### 夢チーム
久遠寺 夢（くおんじ ゆめ）
声 - 天乃そら / 水森志寿香
久遠寺三姉妹の三女。11月1日生まれ。血液型はAB型。錬とは同年齢。七浜学園に通っている。
明るくフランクな性格で、他の姉妹とは違い使用人に対しても敬語や礼節を求めず友達感覚で付き合う。おしゃれや漫画が好き。2人の姉に比べると良くも悪くも平凡で、個性が無いことがコンプレックス。彼女の得意としているゲームや科目などもマイナーなものが多く、個性を付けようとアマチュア無線の資格を取ったりしているがやはりマイナーと言われて落ち込んでいる。自室には漫画が多くあり、少女マンガから少年漫画まで多数持っている。現実逃避の癖があり、自分の妄想の中に入っては錬や未有に突っ込まれている。また、自分の妄想をノートにまとめた「YUMEノート」なる物も存在し、自分自身を魔法少女「ユメドリーム」という主人公にした物語を書いている。なお、その際挿入歌として彼女の主題歌が流れる。
のんびりした普段の振る舞いに反して運動神経が良く陸上部では主将を務める。人に強く言うことが苦手で、相手の意見に流されやすい。一方でお嬢様育ちなだけに図太い面もあり、揚羽やアナスタシアなどの奇人・変人にたいしても普通に接している。幼い頃、怖がる彼女を面白がった森羅の影響でお化けが大の苦手。その際お化けが出てきたときの対処法を色々研究していたため、お化けが苦手なのに妙に詳しい。また、水の妖怪が怖くて泳げない。
専属の使用人である南斗星と非常に仲がよく、様々な苦労を経験してきた南斗星を尊敬している。一応千春も彼女の専属だが、掃除を集中してもらうために特定のイベント以外は自由にさせている。
南斗星（ナトセ）
声 - 神代岬 / 浅川悠
夢専属使用人。1月3日生まれ。血液型はA型。タイもしくはインドネシア出身で森羅にスカウトされた。元バーテンダー兼用心棒。現在は屋敷の警備や庭の手入れを担当している。女性だが動きやすいという理由で執事服を着用している。南斗星という名前は南十字星を見て育ったことから日本に渡る際つけられた通称名で、本名はセーンムアンという。
ムエタイの達人であり実力は大佐と互角、一対一の素手での戦いならはそれ以上といわれるほど身体能力が高い。だが凛々しい見た目に反して典型的なドジっ娘だったり大食らいだったりと隙が多い。また、誰にでも優しく接し動物にもよく好かれる。花などにも詳しい。かつて研修期間中にかなり高価な花瓶を割ってしまい、それ以来目立つところには高価なものは置かないようにされている。お人よしな性格から騒動に巻き込まれることも度々ある。肉をあげた人になつく習性があり、よく朱子にねだっている。また、夜中に厨房でつまみ食いをしようと忍び込むこともある。年下の朱子によく世話を焼いてもらっているが、気が合う友人のような関係。
約10年程前、災害（モデルはスマトラ島沖地震による津波）に巻き込まれ家族をすべて失い、自らも右目に怪我を負った。そのため、今も眼帯をしている。流暢な日本語を話すが意味をわかっていない言葉もいくつかあり、県名を言われて食べ物の名前と勘違いする場面がある。また、書くのはまだ苦手で今でも漢字の練習をしている。
夢とは専属執事というよりも友達感覚で付き合っている。また、美鳩ほどではないがややブラコンの気があり、どことなく死んだ弟に似た錬をよく可愛がる。『真剣で私に恋しなさい!A』では妹のティンカオが登場しており、無事に再会できた模様。

### 久遠寺家関係者
大佐（たいさ）
声 - 巌蝉秋 / 秋元羊介
久遠寺家の執事兼三姉妹の後見人。12月21日生まれ。血液型はA型。命の恩人であり、義兄弟の契りまで交わした前当主・万象（三姉妹の父親）の遺言で久遠寺家に仕え、娘たちを見守っている。また、九鬼家当主（揚羽の父）とも面識がある。
主な仕事は使用人の統括。久遠寺家とその使用人たちの父親のような存在。ひと癖もふた癖もある使用人や主達からも等しく尊敬される立派な人物で、執事と紳士の鑑ともいえる人物。他の使用人が運転できないので、主に森羅を車で送迎している。普段使いの高級車でドリフトを決めてGT-Rをオーバーテイクしたこともある。
元傭兵であまたの死線を潜り抜けているため戦闘能力が飛びぬけて高く、喧嘩馴れした錬も手も足も出ないほどの実力の持ち主。ナルシストな一面もあり、特に自慢の髭を手入れを欠かさなかったり自分の自慢話を聞かせようとする。さらに自分が著した本もあるが、大量に売れ残っている。また、その人生経験から人の素質・本質を見抜く能力に非常に長けている。
「大佐」とはあだ名であり、本名は田尻耕（たじり やすし）。普通の名前すぎるので、夢が彼を「大佐」と呼んで以降ほとんどの人間からは信頼をこめて「大佐」と呼ばれている。
アニメでは窃盗をした美少年に対しトイレで「謎の仕置き」をすることもある。
デニーロ
声 - 勝どき一分 / たてかべ和也
未有が大学の卒論もかねて100円ショップの部材から製作した卵形ロボ。正式名称は万能ロボMX03。言語能力や学習能力などを持ち、妙にいい声で喋るのが特徴。家電（特に掃除機）が好みで、よく家電をナンパしては未有に叱られる。逃げるときはジャイアンのような台詞を言いながら逃げる。マイナスイオンを出したり湿度を測ったりインターネットに接続できたり（ただしアナログ回線）と様々な機能を持つが極めて好戦的な性格で、迷惑客撃退用にミサイルまで搭載している。が、一度気を許した人間は「心の友」と呼び、友好的に接するなどフランクな一面を持つ。油などを主食としており、天カスなども食べる。歌を歌うのが好きだが下手。久遠寺家で唯一森羅を呼び捨てにしている。よく未有の頭の上に鎮座している。
清原 千春（きよはら ちはる）
声 - 飯田空 / 雨宮侑布
夢の専属の執事の少年。4月1日生まれ。血液型はAB型。通称は「ハル」。執事としては錬よりも先輩だが、年上で兄貴肌である錬のことを「レン兄（にぃ）」と呼んで慕っている。執事歴は長いが、女の子っぽい外見と気弱な性格のため周りから男と見られないのが悩み。だが、好きな女の子がいる。よく朱子に暴力を振るわれているがめげずにがんばっている。妙に色っぽい女性の声を出すことができる。
執事としての主な仕事は掃除。自分の仕事に誇りを持っており、掃除をするときは人が変わったように攻撃的な性格になっている。夢の専属ではあるが、普段は南斗星が夢の世話をしているのでお仕えの仕事は基本的にしていない。それ以外は勉強も運動も苦手。影が薄く、会話に参加しているのにみんなから忘れられている場面もある。他の人間と同様に彼にも過去に訳ありの事情があり久遠寺家に仕えることになったが、本編では語られることはない。
久遠寺 万象（くおんじ ばんしょう）
森羅たちの父親。森羅同様に優秀な指揮者であり、森羅の目標でもある。森羅達が幼い頃に事故によって妻と共に他界しており、本編中では回想シーンのみ登場する。大佐の親友でもあり、娘達の教育と後見を大佐に託していた。

### 九鬼家
九鬼 揚羽（くき あげは）
声 - 神代岬 / ドラマCD（Vol.1のみ） - 浅川悠 / ドラマCD（Vol.4以降）&PS2版&TVアニメ - 田中理恵 / 真剣で私に恋しなさい!! - 黒木まゆ / 真剣で私に恋しなさい!!TVアニメ - 松井菜桜子
夢のクラスメイトで友人。九鬼財閥の娘。1月1日生まれ。血液型はAB型。額の×印の傷痕が特徴。軍配を持ち歩くなど戦国武将を思わせるような言動を取り、口調も古風で尊大。一人称は「我」。口癖は「ふはははははは！」。
武闘派で、その実力は格闘技世界大会で優勝したり、足蹴りで彫刻像を造るという特技もあるほどの高さである。彼女を世話するメイド達も武道派揃い。毎朝大きな掛け声と共に走って登校してくる。非常に負けず嫌いで、「人生は闘いである」を座右の銘に掲げている。
自分付きの使用人である小十郎を理由を問わずよく殴り飛ばす場面が多いが決して暴力的なわけではなく、一種のスキンシップである。優しい祖母を敬愛しており、ボランティアで老人介護をしている。また、良いことをすると金平糖を与える。
真っ直ぐな性格の錬を気に入り（小十郎同様に殴り飛ばすことも多いが）、九鬼財閥への引き抜きも考えている。
アニメでは小十郎を不意の事故で重傷を負わせたことで父親から「手加減を覚える」との申し付けで久遠寺家に一時滞在することになった際、屋敷を勝手に改造したが久遠寺家全員の嗜好を掌握して丸くおさめた（森羅が好みのパンダも極秘に取り寄せて「貸与」した）。
PC版では固有のシナリオやエンディングを持たないサブキャラクターだったが、PS2への移植およびアニメ化にあたってヒロインの一人に昇格し、それに伴い声優も専任に変更された。
本作から2年後の『真剣で私に恋しなさい!!』にも登場。髪が大幅に伸びており、同作には弟の英雄が登場する。
武田 小十郎（たけだ こじゅうろう）
声 - 龍田虎次 / 檜山修之
揚羽に仕える執事。5月1日生まれ。血液型はAB型 (RH-)。正義感に厚い熱血漢。歳や職業も同じである錬と良き友人になる。
幼い頃から揚羽に付き従い心から彼女のことを敬愛しているが、根が単純な上に不器用なので頻繁に失敗をしては揚羽にぶん殴られている。また、揚羽の悪口を聞いたりするとすぐに頭に血が上らせ殴りかかる。
アニメでは揚羽との特訓の際に不意の事故に遭い、入院先の看護師らに迫られるもその意思は揺らがず揚羽が滞在する久遠寺家に向かった。
本編の2年後も揚羽の専属を続けている。

### サブキャラクター
稲村 圭子（いなむら けいこ）
声 - 楠上ありか / 田内夏子
夢の同級生で友人。陸上部副主将。11月4日生まれ。血液型はO型。あだ名は「ケイ」。家は稲村屋という中華料理店で、時々チャイナ服を着て手伝いもしている。性格は主にメンバーのつっこみ役にまわり、何かとみんなを気にかける姉御肌な性格。揚羽のことを苦手としている。
本編の2年後は実家の手伝いをしている。
アナスタシア・ミスティーナ
声 - 水捲真魚 / 千晶まひろ
夢の同級生で友人。夢たち同様に陸上部。3月1日生まれ。血液型はAB型。あだ名は「ミィ」。メガネをかけた大人しそうな女の子だが、本性はハードMで殴られれば喜び、何もされなくても放置プレイと喜ぶ性癖を持つ。たまに発情し妄想の世界に入ることもある。
本編の2年後は世間の目を愉しむため、浪人中。
上杉 巌（うえすぎ いわお）
声 - 子太明 / 藤原啓治
錬の父親。元探偵。妻が生きていた頃は愛妻家として優しかったが、錬の母親と美鳩の母親、2度に渡って妻を失ったことで自棄になり、酒に溺れて錬に日常的に暴力を振るっていた。雰囲気は錬に似ており、親子だと思わせるような場面もある。和解後は「就職した。酒やめて頑張ってる。辛いぜ」という手紙が来たり、真面目に働いている。心底では錬や美鳩と一緒に暮らしたいと思わせるような描写もちらほらある。
ミハエル・プルシェンコ
声 - クレジットなし / 藤原啓治
森羅のヨーロッパ留学時の師匠。世界的に有名なマエストロ。ロシア出身。妙におちゃらけた雰囲気を持っているが、音楽に対しては一切妥協をせず森羅の欠点に対して厳しい指摘をした。なぜかピロシキを持ち歩いている。名前の由来はロシアだからプルシェンコという実にかんたんなもの。
椰子 なごみ（やし なごみ）
『つよきす』からのゲストで登場。「センパイ」と呼ばれる人物（『つよきす』でそう呼ばれていたのは主人公の対馬レオ）と野球観戦をしている。
ちなみにこの場面は漫画版『つよきす』最終話でも描かれている。
クマーン
声 - / 小山力也
YUMEノート内に書かれた自称「地方妖怪」の熊。人間語を話せて、何故かサングラスをかけている。優秀な人間には殺意を抱くが、ヘタレには甘い性格で「○○（優秀な方）は殺す、××（ヘタレな方）には逆に金をやる」が口癖。七浜駅付近に出現して暴れ回る。
未有の声優繋がりネタでミラクルビームを発して、吹き飛ばされた未有に「お前が出すなー！」とツッコミを受けた。
魔法少女に変身した夢と対決するも敗れ去った。

## スタッフ
- 企画・シナリオ - タカヒロ
- 原画 - 白猫参謀
- BGM - SoundUnion

## 主題歌

### PC
OP「wonder life」
作詞 - 木村直美 / 作曲・編曲 - きむしん / 歌 - uran
ED「room」
作詞 - KOTOKO / 作曲・編曲 - C.G mix / 歌 - KOTOKO

### PSP・PS2
「常識！バトラー行進曲」
作詞 - KOTOKO/ 作曲・編曲 - 井内舞子 / 歌 - KOTOKO

### 挿入歌
「Get up! 明日への飛翔」
作詞 - uriel / 作曲・編曲 - sumiisan / 歌 - 水霧けいと
「こたえはいつも」
作詞 - uriel / 作曲・編曲 - sumiisan / 歌 - 水霧けいと
「行け！夢ドリーム」
作詞 - タカヒロ、uriel / 作曲・編曲 - kors k / 歌 - 水霧けいと

## 漫画版
- 原作：みなとそふと
- 画：白猫参謀、皇ハマオ
- 掲載誌：月刊コンプエース
  - 2007年12月号（2007年10月26日発売） - 2009年6月号（2009年4月26日発売）、単行本全3巻

## テレビアニメ
| 原作                         | みなとそふと         |
| 監督                         | 工藤進               |
| シリーズ構成                 | タカヒロ             |
| キャラクター原案             | 白猫参謀             |
| キャラクターデザイン         | 松本文男             |
| 美術監督                     | 武藤正敏             |
| 色彩設定                     | 鈴城るみ子           |
| 撮影監督                     | 中村昌樹             |
| 編集                         | 森田清次             |
| 音響監督                     | 渡辺淳               |
| 音楽                         | 上松範康、藤間仁     |
| 音楽制作                     | ランティス           |
| 3DCG監督                     | 安田兼盛             |
| 3DCG制作                     | パステル             |
| プロデューサー               | 福田佳与、高畑裕一郎 |
| アニメーションプロデューサー | 安部正次郎           |
| アニメーション制作           | A.C.G.T              |
| 製作                         | きみある製作委員会   |

南関東の各独立局にて2008年1月から同年3月まで放送され、1ヶ月遅れてアニマックスでも放送された。全13話。
アニメ化決定の告知は、ゲーム発売前のみなとそふと公式サイト開設時に行われた。同サイトに掲載された内容によれば、原作のシナリオを担当したタカヒロもストーリー構成や脚本で参加しており、アニメ制作会社に登場人物や内容を把握してもらうためにゲームをプレイしてもらってから制作を始めたとのこと。
もともとパロディの多い原作に準拠しており、各話ごとに1回はテレビアニメ『機動武闘伝Gガンダム』のネタが入っている。この他にも、出演声優絡みのネタや様々なパロディが散りばめられている。また、各話のサブタイトルもパロディが多く占めており、特撮作品『ウルトラシリーズ』のサブタイトルを中心に、バラエティ番組『8時だョ!全員集合』（第11話）などが元ネタとして使われている。
全体としては原作における全ヒロインのルートを網羅しつつ、基本は森羅ルートを意識した形となった。各ヒロインのバストトップなどについてはテレビ放送版では光や湯気で規制されており、DVD版でのみ視聴ができる。

### アニメ主題歌
オープニングテーマ「跪くまで5秒だけ!」
作詞 - 畑亜貴 / 作曲 - 渡辺拓也 / 編曲 - 鈴木マサキ / 歌 - 橋本みゆき
エンディングテーマ「Butler スイッチオーン!」
作詞 - 橋本みゆき / 作曲・編曲 - 斎藤悠弥 / 歌 - 後藤邑子

### 各話リスト
| 話数 | サブタイトル                            | 脚本     | 絵コンテ         | 演出             | 作画監督             |
| ---- | --------------------------------------- | -------- | ---------------- | ---------------- | -------------------- |
| 1    | 君が主で執事が俺で                      | タカヒロ | 工藤進           | 工藤進           | 松本文男             |
| 2    | クオンジデイズ                          | ジュン   | ワタナベシンイチ | ワタナベシンイチ | 安形佳己             |
| 3    | 森羅万象                                | ジュン   | 羽多野浩平       | 布施康之         | 吉田雄一             |
| 4    | 久遠寺家、南へ                          | ジュン   | 所俊克           | 所俊克           | 渡辺真由美           |
| 5    | MIYABI                                  | ジュン   | 木村寛 冨永恒雄  | 石屋義畝         | 松本文男             |
| 6    | 夢改造計画                              | タカヒロ | ワタナベシンイチ | 齋藤徳明         | 安形佳己             |
| 7    | 久遠寺家全滅！？ 来訪者は揚羽様だった！ | ジュン   | 園田雅裕         | 木村寛           | 松本文男             |
| 8    | 対決 上杉 対 武田                       | ジュン   | 所俊克           | 所俊克           | 山形孝二             |
| 9    | 小さな英雄                              | ジュン   | 剛田隼人         | 土屋康郎         | 吉田雄一             |
| 10   | 逆転！ ナトセ只今参上                   | ジュン   | 廣川集一         | 廣川集一         | 大河原晴男           |
| 11   | 花見大会だよ！ 全員集合！               | タカヒロ | 細田雅弘         | 布施康之         | 吉田雄一 Kim Eun Soo |
| 12   | 泥まみれ執事ひとり                      | ジュン   | 所俊克           | 美甘義人         | 安形佳己             |
| 13   | 家族                                    | ジュン   | 工藤進           | 工藤進           | 松本文男             |

### 放送局
| 放送地域 | 放送局       | 放送期間                | 放送日時                     | 放送系列  | 備考         |
| -------- | ------------ | ----------------------- | ---------------------------- | --------- | ------------ |
| 神奈川県 | テレビ神奈川 | 2008年1月6日 - 3月30日  | 日曜 2:00 - 2:30（土曜深夜） | 独立UHF局 |              |
| 東京都   | TOKYO MX     | 2008年1月7日 - 3月31日  | 月曜 23:30 - 日曜 0:00       | 独立UHF局 |              |
| 千葉県   | チバテレビ   | 2008年1月8日 - 4月1日   | 火曜 1:40 - 2:10（月曜深夜） | 独立UHF局 |              |
| 埼玉県   | テレビ埼玉   | 2008年1月9日 - 4月2日   | 水曜 2:00 - 2:30（火曜深夜） | 独立UHF局 |              |
| 日本全域 | アニマックス | 2008年2月25日 - 5月26日 | 月曜 0:30 - 1:00（日曜深夜） | CS放送    | リピートなし |

このうちTOKYO MXに関しては元々全日枠（金曜18:30枠）で放送する予定だったが、結局深夜帯に放送された。それでも23時台での放送となり、全放送局中一番浅い時間帯となっていた。

## 関連書籍
小説
- パラダイム発行（著・布施はるか）
  - 君が主で執事が俺で 森羅編 ISBN 978-4-89490-845-1
  - 君が主で執事が俺で 未有編 ISBN 978-4-89490-853-6
  - 君が主で執事が俺で 夢編 ISBN 978-4-89490-861-1
  - 君が主で執事が俺で 朱子編 ISBN 978-4-89490-869-7
  - 君が主で執事が俺で 美鳩編 ISBN 978-4-89490-877-2
  - 君が主で執事が俺で 南斗星編 ISBN 978-4-89490-881-9
- 彩文館出版発行（著・野山風一郎）
  1. 君が主で執事が俺で パンダを追え! ISBN 978-4-7756-0234-8
  2. 君が主で執事が俺で 雅にクリスマス ISBN 978-4-7756-0265-2
  3. 君が主で執事が俺で 史上最強の執事レン ISBN 978-4-7756-0304-8
  4. 君が主で執事が俺で 海よりも深く ISBN 978-4-7756-0330-7

アンソロジーコミック
- FOX出版発行
  1. ISBN 4-903421-30-9
  2. ISBN 978-4-903421-32-2
- エンターブレイン（マジキューコミックス）発行、マジキュー4コマ
  1. ISBN 978-4-7577-3652-8
  2. ISBN 978-4-7577-3731-0
- 角川書店発行
  1. ISBN 978-4-04-715033-1
  2. ISBN 978-4-04-715136-9

ファンブック
- エンターブレイン発行
  - TECH GIANスーパープレリュード 君が主で執事が俺で ISBN 978-4-7577-3572-9
- 彩文館出版発行
  - 君が主で執事が俺で オフィシャルファンブック ISBN 978-4-7756-0264-5

- 風華チルヲ作『アットホーム・ロマンス』2巻 - カバー下企画としてライターのタカヒロが執筆した「Dr.上杉のブラコンクリニック」ではきみあるの上杉美鳩が（表記は未鳩）アットホーム・ロマンスの姉ヒロイン・守村暁子の悩みに答えている。

## 関連CD

### ドラマCD
- 君が主で執事が俺で ドラマCD（GoodsTrainより発売）
  - Vol.1（2007年8月24日発売）- Vol.1のみ揚羽役は、浅川悠。
  - Vol.2（2007年10月26日発売）
  - Vol.3（2007年12月28日発売）
  - Vol.4（2008年4月25日発売）-  Vol.4より揚羽役がPS2&テレビアニメ版の田中理恵に変更。
  - Vol.5（2008年6月27日発売）
  - Vol.6（2008年8月29日発売）
  - Vol.7（2008年10月31日発売）
  - Vol.8（2008年12月26日発売）

- 君が主で執事が俺で 特別ドラマCD（PC版ショップ予約特典のため入手困難）
  - 森羅のとある一日（ソフマップ予約特典）
  - 夢改造計画（メッセサンオー予約特典）
  - 未有が作った凄いロボット（ラオックス予約特典）

### OST
TVアニメーション「君が主で執事が俺で」Original Sound Track VIVACE（2008年4月9日、ランティス）

### 挿入歌コレクション
PCゲームの挿入歌に収録のアルバム。

### キャラクターソングアルバム
テレビアニメ本編のキャラクターソング・アルバム。
久遠寺未有、久遠寺森羅、久遠寺夢、上杉美鳩、朱子、南斗星のキャラクターソングとトークパートが収録されている。CDジャケットには、未有、森羅、夢が歌唱をしている様子が描かれている。
収録曲

## ラジオ
- インターネットラジオ
  - 潮風放送局〜みなとらじお!（2007年8月3日 - 2008年1月18日）
  - 潮風放送局〜みなとSTATIONらじお! 〜君が主で執事が俺で編〜（2008年2月1日 - 2010年1月15日）